# Baia Turcească din Iași
Baia Turcească din Iași este un monument istoric situat în municipiul Iași. Clădirea a fost construită la sfârșitul sec. al XIX-lea, începând din 1889. Figurează pe noua listă a monumentelor istorice sub codul LMI: IS-II-m-B-03769.

## Istoric și trăsături
Ornamentele cu care e decorată fațada sunt specifice arhitecturii islamice, astfel construcția este una în stilul neomaur